# لا شيء (رواية)
لا شئ هي رواية اسبانية من تأليف الكاتبه كارمن لافوريت عام 1944، والتي حازت علي جائزة نادال في 6 من يناير عام 1945، ومؤخرآ، عام 1948 حصلت الرواية علي جائزة فاستينراث من الأكاديمية الملكية الإسبانية. العمل الروائي جذب الانتباه ليس فقط لكون المؤلفة في ربيع شبابها والتي تناهز من العمر 23 عامآ، ولكن أيضا من اجل وصفها للمجتمع في هذه الفترة. في صدد ما قيل عن الرواية بأنها سيرة ذاتيه، كتبت كارمن في المقدمة المجمعة بعنوان روايات (طبعه أولي عام 1957، برشلونة، دار بلانيتا للنشر) التالي: «هذه الرواية ليست مثل رواياتي من قبل، سيره ذاتيه، على الرغم من أنها قصة طالبة مثلي عندما كنت في برشلونة، وهي تعيش في حي أريباو حيث كنت اعيش، وقد أثيرت هذه القضية أكثر من مرة».
لا شئ هي رواية ذات طابع وجودي حيث تعكس كارمن لافوريت حالة الركود والفقر التي كانت موجودة في إسبانيا بعد الحرب الأهلية الإسبانية. احدثت الكاتبة بهذا العمل تحولآ وظهر ذلك في اسلوبها الأدبي الذي يضفي تجديدآ في نثر هذا العصر، بالإضافة إلى الاختفاء البطيء للأقلية البرجوازية بعد الحرب الأهلية.وأندرجت هذه الرواية ضمن قائمة أفضل 100 رواية نسائيه في القرن 20 وفقآ للجريدة الاسبانية العالم (إلمندو).

## المحتوى
بطلة الرواية هي فتاة شابة تدعى اندريا انتقلت حديثاإلى مدينة برشلونة للدراسة والبدء بحياة جديدة بعد انتهاء الحرب الأهلية.عند وصول اندريا لمنزل جدتها، حيث توجد ذكريات طفولتها، تحطمت كل امالها. يوجدالمنزل في حي أريباو , حيث كان يعيش مع جدتها عمتها أنجوستياس وأعمامها رامون وخوان وزوجته جلوريا والخادمة.وكان من السمات التي تسود هذا المنزل: التوتر والجوع والقذارة والعنف والكره. اندريا كانت تعاني من اضطهاد عمتها انجوستياس وكانت تشعر ان حياتها ستتغير عندما ترحل عمتها ولكن تجري الرياح بما لا تشتهي السفن. ومع ذلك تعرفت اندريا في الجامعة على إنا، التي كانت صديقتها المقربة والتي ستلعب دور مهم في حياتها. خلفت الرواية تأثيرًا قمعيًا، واستطاعت أن تتجاوز دورها الروائي لتصل إلى القارئ، حيث في ظلمة هذه البيئة القمعية لهذا المنزل المظلم المغلق القذر ذو الرائحة الكريهة، تكون اجابة هذه الاسئلة... ماذا يحدث؟ .. فيما تفكر؟ ... بماذا تشعر؟ ..هي دائما «لا شيء».

تميزت كارمن في عصرها بسرد النثر ذو الطابع الخاص والتصويري حيث وصفت وبشكل لا مثيل له مدينه برشلونه في هذه الفترة. تستخدم الكاتبه في وصفها وسائل انطباعيه خاصه بها وكدليل عليها يسيطر علي رواية لا شئ الطابع الوصفي.

تعكس لنا البطله في العمل كل ما يحيط بها منذ وصولها لمدينه برشلونه ناقله لنا رؤيه ذاتيه حيث انها لا تصف الأشياء كما هي ولكنها تصف ما يحدث كما تتصوره هي وتضفي علينا ما تشعر به، ومن جانب اخر أكدت روز نابارو أستاذه الأدب استخدام الكاتبه بشكل كبير للفعل «يبدو» ولبعض المصطلحات مثل «لدي انطباع» أو «لدي شعور» أو مصطلحات مشابهه لذلك. بالإضافة الي ان اسلوب المقارنة يعد واحد من المظاهر البلاغيه المتكررة في الرواية.

## استخدام المكان في الرواية
تدور احداث الرواية في مدينة برشلونه حيث تقرر اندريا البالغه من العمر 18 عامآ، وهي فتاه بريئه مليئه بالحماس والطموح، دراسة عامها القادم في الجامعة. ولكن هذا التغير في حياتها بالنسبة لها ما هو إلا احباط وخيبة امل لما ستعانيه وتواجهه من صعوبات ومواقف حرجه والتي بدورها ستدفعها وتقودها الي النضوج. اضطرت اندريا لمواجهة المجتمع البرجوازي والمحافظ في السنوات الاولي من أنتهاء الحرب الاهليه، وهو مجتمع خاضع لنظام فرانكو الدكتاتوري، مجتمع يعاني الجوع والفقر ويضطهد المرأة ويسلبها حقها في تحقيق طموحاتها ورغباتها وتطلعاتها، مجتمع يعامل المرأة علي أنها مخلوقه فقط لتقوم بواجبها الاساسي وهو الامومه. وكان ارتداء ملابس الحداد عقب وفاة شخص عزيز شئ متداول بين النساء في هذه الفترة من الزمن، كما ان الانتحار كان يعتبر فعل دنئ. وكانت أندريا تتناوب يوميآ علي مكانين مختلفين، احدهما منزل العائلة في حي أريباو حيث يسود العنف والجوع، والأخر الجامعة وهو المكان الذي تلجأ إليه أندريا للهروب من همها وحزنها حيث وسائل الترفيه والرفقة والمتعة.

## مغزى الرواية
تحكي الرواية بواسطة البطله نفسها وهي أندريا حيث تتذكر الأحداث التي عاشتها في برشلونه وكيف تغيرت ونضجت واستفادت من وجودها هناك. وتعد وجهة نظر الكاتبه كارمن لافوريت هي نفس وجهة نظر البطله أندريا وهي وجهة نظر محمله بالحزن وتحكي المأساة والمعاناة التي عاشها المجتمع الأسباني في الأربعينات. وهذا العمل يمثل اتجاه أدبي ظهر في فترة ما بعد الحرب الاهليه ويدعي  الوجودية .

## النسخة السينيمائية
تم تصوير احداث رواية «لاشيئ» في فيلم سينيمائي عام 1947 من إخراج ادجار نيبيه إديجر نيبيه. كما تم تصوير |الرواية في الأرجنتين أيضا باسم «جارثييلا»